# 公茂鑫
公茂鑫（英語：Gong Maoxin，1987年8月24日—），中國職業網球運動員。他在2006年轉職業。

## 主要賽事決賽

### 雙打：(2–2)
| 賽事系列 |
| 挑戰賽   |

| 結果 | 次數 | 日期          | 巡迴賽               | 場地 | 搭擋 | 決賽對手                           | 決賽比分         |
| 亞軍 | 1.   | 2010年5月17日 | 乌兹别克斯坦费尔干纳 | 硬地 | 李喆 | 布倫丹·埃文斯 松井俊英             | 3–6、6–3、[10–8] |
| 冠軍 | 2.   | 2010年8月16日 | 乌兹别克斯坦卡爾希   | 硬地 | 李喆 | Divij Sharan 维什努·瓦尔登         | 6–3、6–1         |
| 冠軍 | 3.   | 2010年9月13日 | 泰國曼谷             | 硬地 | 李喆 | 尤奇·班布里 Ryler DeHeart          | 6–3、6–4         |
| 亞軍 | 4.   | 2011年9月15日 | 中國寧波             | 硬地 | 張擇 | Sanchai Ratiwatana 颂差·拉迪瓦达那 | 4–6, 2–6         |

## 其他榮譽
- 2005年中华人民共和国第十届全运会网球比赛男子團體比賽金牌（代表江蘇）
- 2009年中華人民共和國第十一屆全運會網球男子團體比賽金牌（代表江蘇）
- 2009年東亞運動會網球比賽男子雙打比賽銅牌（夥拍李喆）
- 2010年亞洲運動會網球比賽男子雙打比賽銀牌（夥拍李喆）
- 2014年亞洲運動會網球男子團體比賽銀牌

## 外部連結
- 公茂鑫（英文/西班牙文）的官方資料
- 公茂鑫的國際網球總會 職業／青少年 官方資料（英文）
- 公茂鑫的官方資料（英文）